# 吳郡宣公主
吳郡宣公主（？—476年），是中国南北朝宋武帝刘裕第五女，名字和生母是不详。
武帝第七女始安哀公主嫁给了褚湛之，始安哀公主去世后，褚湛之又娶吳郡宣公主。褚湛之官至扬武将军、司徒左长史、侍中、左卫将军、吏部尚书、尚书右仆射、中书令、丹阳尹、尚书左仆射。吳郡宣公主和新安公主在《宋书》都被称为武帝第五女，或为一人。元徽四年（476年），吳郡公主去世，谥号宣。